# Henrietta Fajcsák
Henrietta Fajcsák (Hungria, 27 de outubro de 1980  -) é uma pintora, escultora e savantista.

## Biografia
Nascida na Hungria, Henrietta, como costuma ser conhecida, aos 9 meses de idade já oralizava, no entanto, de maneira ecolálica, apenas reproduzindo aquilo que ouvia. Seu comportamento era considerado obsessivo, com padrões rotineiros, sempre abrindo e fechando portas. Apenas desejava comer pudim e tomar chocolate, nunca se punha cansada e dormia muito pouco. Ainda criança recebeu o diagnóstico de autismo. Ela também sofreu com problemas de coração, míope, astigmatismo e estrabismo, além de doenças ortopédicas e outros incômodos físicos. Ao longo de sua vida Henrietta passou por vários e sérios problemas de saúde.
Aos 5 anos de idade sofreu de "trombocitopenia imune”, uma espécie de doença autoimune, mas se recuperou após realizar um tratamento em Budapeste. No ano de 1987, todas as escolas de ensino fundamental da cidade onde vivia recusaram sua matrícula em razão de suas dificuldades para se comunicar e por não estabelecer nenhum contato visual. Em 1989, foi matriculada em uma escola para alunos com deficiência intelectual. Entretanto, Henrietta também passou a frequentar uma escola de arte e música. Padrinho dr. Janos Sekely (bispo,Hungria, Tribunal eclesiástico, juiz, bispo, Tunísia, 2007-). Pai Bela Fajcsak  (Forças de segurança, Eger, Hungria). Bisavô Heinrich  Stigler. ( 
Império Austríaco). Nome de confirmação:  Florida. Alcunha: Princesa Vix. Coroinha,Leitor (ministério)  ( 
Igreja Católica, Eger, Hungria, 2023-).  Henriett é fotógrafo em Burgenland, na Áustria. (2024-)Desde 2025, Henriett é membro da Creative Industries Styria em Graz, Áustria.

## The Rain Girl
Aos 8 anos de idade ela apresentava um excelente nível de conhecimento e já conhecia o livro de poemas escrito por Attila Jozsef. Também já tocava melodias da flauta e aos 10 anos tocava contrabaixo. Percebeu-se então que Henrietta levava consigo as singularidades do autismo, mas também um notável potencial para a área letras e das artes.
Aos 9 anos de idade, iniciou suas composições poéticas e participou de vários eventos e concursos de literatura, obtendo muito sucesso. Aos 10 anos venceu um pequeno concurso de histórias. Em 1995 iniciou seus estudos na escola secundária de arte de Geza Gardonyi Cistercitan, época em que sua memória contribuiu para que tivesse êxito no desenvolvimento de suas habilidades. Aos 13 anos de idade participou em vários concertos do Helyorsegi Klub, na Hungria, porém, abandonou por completo as atividades musicais.